# Ranunculus furcatifidus
Ranunculus furcatifidus W.T. Wang – gatunek rośliny z rodziny jaskrowatych (Ranunculaceae Juss.). Występuje naturalnie w Chinach, w północno-zachodnim Hebei, południowo-zachodniej części Mongolii Wewnętrznej, w Qinghai, zachodnim Syczuanie, południowej części Sinciang, w Tybecie oraz północno-zachodniej części Junnanu. 

## Morfologia
PokrójBylina o lekko owłosionych pędach. Dorasta do 5–20 cm wysokości.
LiścieSą trójdzielne. Mają kształt od romboidalnego do pięciokątnego. Mierzą 1–2,5 cm długości oraz 0,5–2,5 cm szerokości. Są owłosione od spodu. Nasada liścia ma klinowy kształt. Ogonek liściowy jest owłosiony i ma 1,5–5 cm długości.
KwiatySą pojedyncze. Pojawiają się na szczytach pędów. Mają żółtą barwę. Dorastają do 5–12 mm średnicy. Mają 5 podłużnie eliptycznych działek kielicha, które dorastają do 2–5 mm długości. Mają 5 eliptycznie owalnych płatków o długości 3–5 mm.
OwoceNagie niełupki o jajowatym kształcie i długości 1 mm. Tworzą owoc zbiorowy – wieloniełupkę o podłużnie jajowatym kształcie i dorastającą do 2–4 mm długości.

## Biologia i ekologia
Rośnie na łąkach i trawiastych zboczach. Występuje na wysokości od 1500 do 4800 m n.p.m. Kwitnie od czerwca do sierpnia. 